# Pandanus galeatus
Pandanus galeatus är en enhjärtbladig växtart som beskrevs av Harold St.John. Pandanus galeatus ingår i släktet Pandanus och familjen Pandanaceae. Inga underarter finns listade.